# Phaonia atrochaeta
Phaonia atrochaeta este o specie de muște din genul Phaonia, familia Muscidae, descrisă de Zinovjev în anul 1980. Conform Catalogue of Life specia Phaonia atrochaeta nu are subspecii cunoscute.